# 巴扎魯托國家公園
巴扎魯托國家公園（Bazaruto National Park）是東非國家莫桑比克的國家公園，位於巴扎魯托群島，佔地1,430平方公里，成立於1971年5月25日，野生動物包括座頭鯨、海龜、寬吻海豚、旗魚、梭子魚等。